# Astromóvil

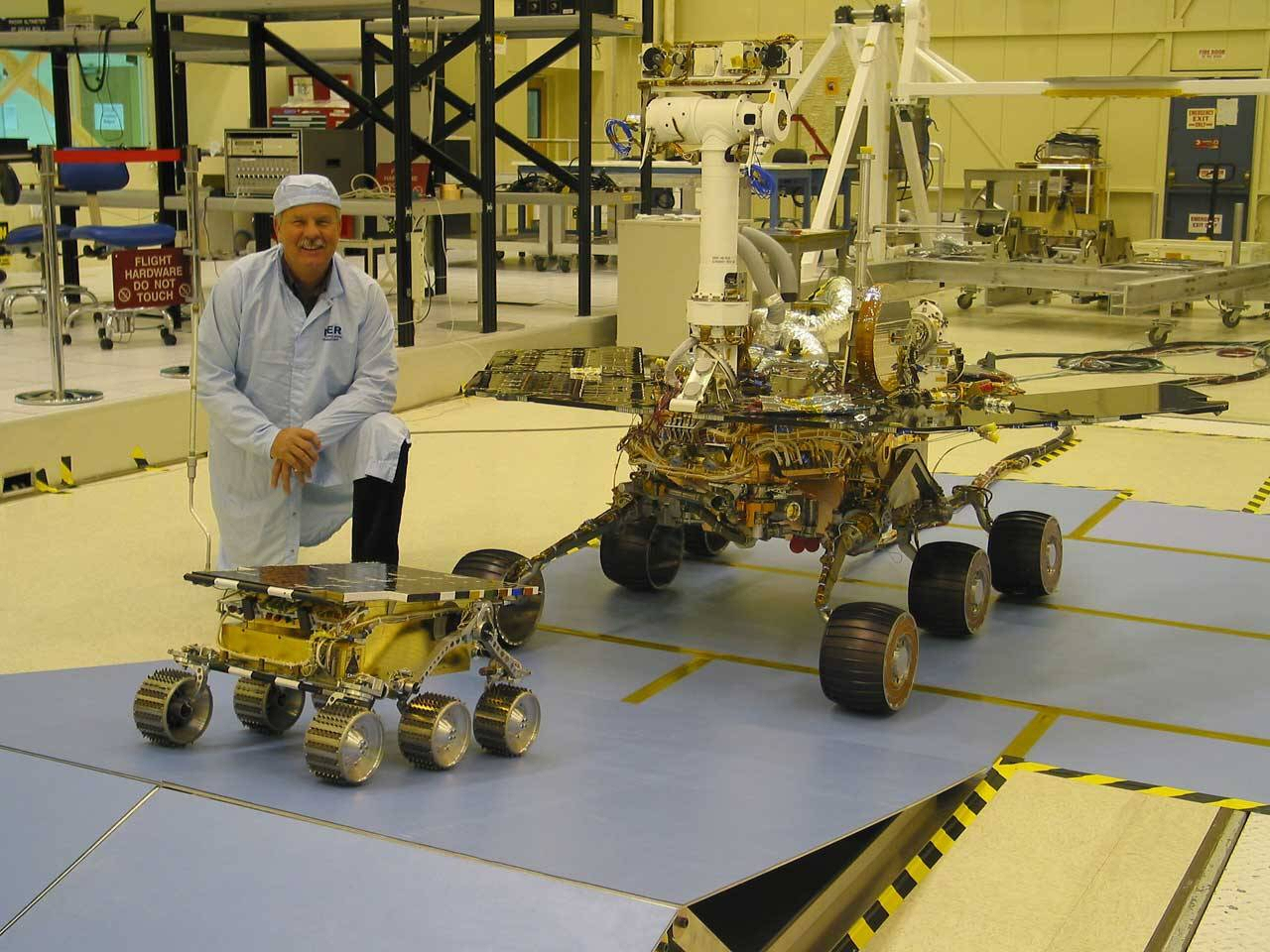
Dos diseños diferentes de astromóviles marcianos.

Un astromóvil —también conocido por el término inglés rover— es un vehículo de exploración espacial diseñado para moverse sobre la superficie de un planeta u otro objeto astronómico. Comenzados a desarrollar a partir del último tercio del siglo XX, algunos astromóviles han sido diseñados para transportar tripulantes durante vuelos espaciales tripulados; otros han sido vehículos robóticos parcial o completamente autónomos. Los astromóviles suelen llegar a la superficie del planeta en una nave espacial tipo aterrizador.

## Características
Los astromóviles llegan en naves espaciales y se usan en condiciones muy distintas de las que hay en la Tierra, lo que exige algunos aspectos de su diseño.

### Fiabilidad
Los astromóviles deben soportar altos niveles de aceleración, temperaturas altas y bajas, la presión, la arena, la corrosión, los rayos cósmicos, manteniéndose en buen estado sin reparaciones durante el periodo de tiempo para el que fue diseñada su misión. 

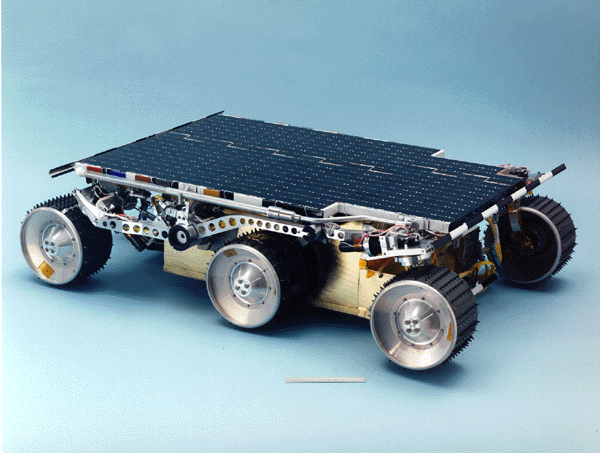
El Mars rover Sojourner en configuración de crucero

### Compacidad
Los astromóviles suelen estar doblados durante su estancia en la nave espacial, ya que esta tiene una capacidad limitada. Además se instalan dispositivos para retirar las conexiones que los sujetan a la nave.

### Autonomía
Los astromóviles que aterrizan en cuerpos celestes lejos de la tierra - tal como los MER (astromóviles exploradores de marte) - no pueden ser controlados remotamente en tiempo real porque la velocidad en que las señales de radio viajan son demasiado lentas para lograr comunicaciones de este tipo. Estos robots son capaces de operar autónomamente con una pequeña ayuda del control de tierra.

## Historia

### Lunojod 1
El astromóvil Lunojod 1 aterrizó en la Luna en noviembre de 1970. Fue el primer robot a control remoto errante en aterrizar en un cuerpo celeste. La Unión Soviética lanzó el Lunojod 1 a bordo de la nave Luna 17 el 10 de noviembre de 1970, y entró en órbita lunar el 15 de noviembre. La nave aterrizó suavemente en la región Mare Imbrium el 17 de noviembre. El aterrizador tenía rampas dobles desde las cuales el Lunojod 1 podía descender a la superficie lunar, cosa que hizo a las 06:28 UT. Desde el 17 de noviembre de 1970 hasta el 22 de noviembre de 1970 el astromóvil condujo 197 metros, y durante 10 sesiones de comunicación devolvió 14 primeros planos de la Luna y 12 vistas panorámicas. Además analizó el polvo lunar. La última sesión de comunicación con el Lunojod 1 que tuvo éxito fue el 14 de septiembre de 1971.  Habiendo trabajado durante 11 meses,
el Lunojod 1 mantuvo el récord de permanencia para los astromóviles durante más de 30 años, hasta que se registró un nuevo récord con los Mars Exploration Rovers.

### Vehículo lunar todoterreno Apolo

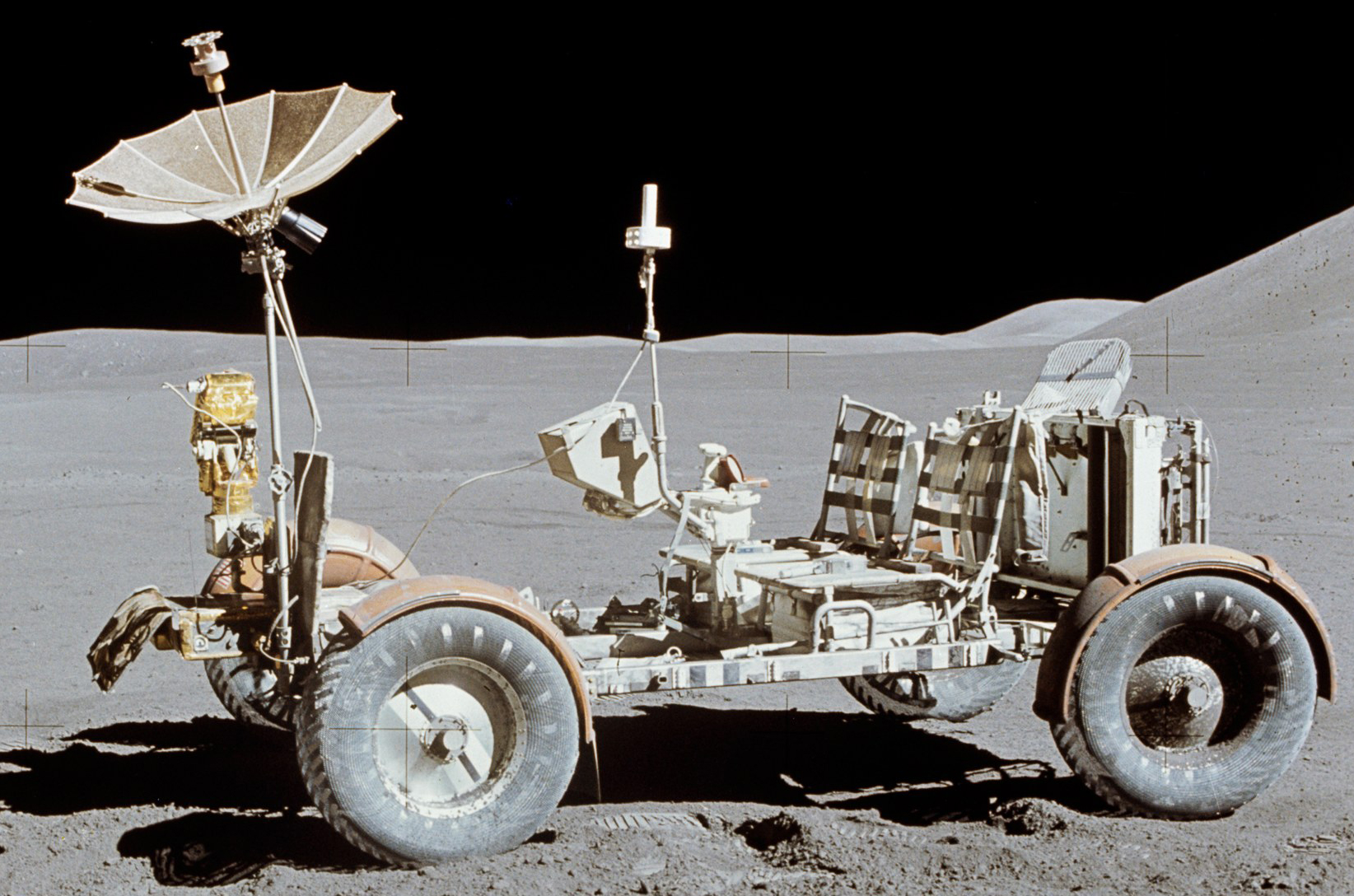
Astromóvil lunar de la Apolo 15

La NASA incluyó los vehículos lunares todoterreno Apolo en tres misiones Apolo: la Apolo 15 (que alunizó el 30 de julio de 1971), la Apolo 16 (que alunizó el 21 de abril de 1972) y la Apolo 17 (que alunizó el 11 de diciembre de 1972).

### Lunojod 2

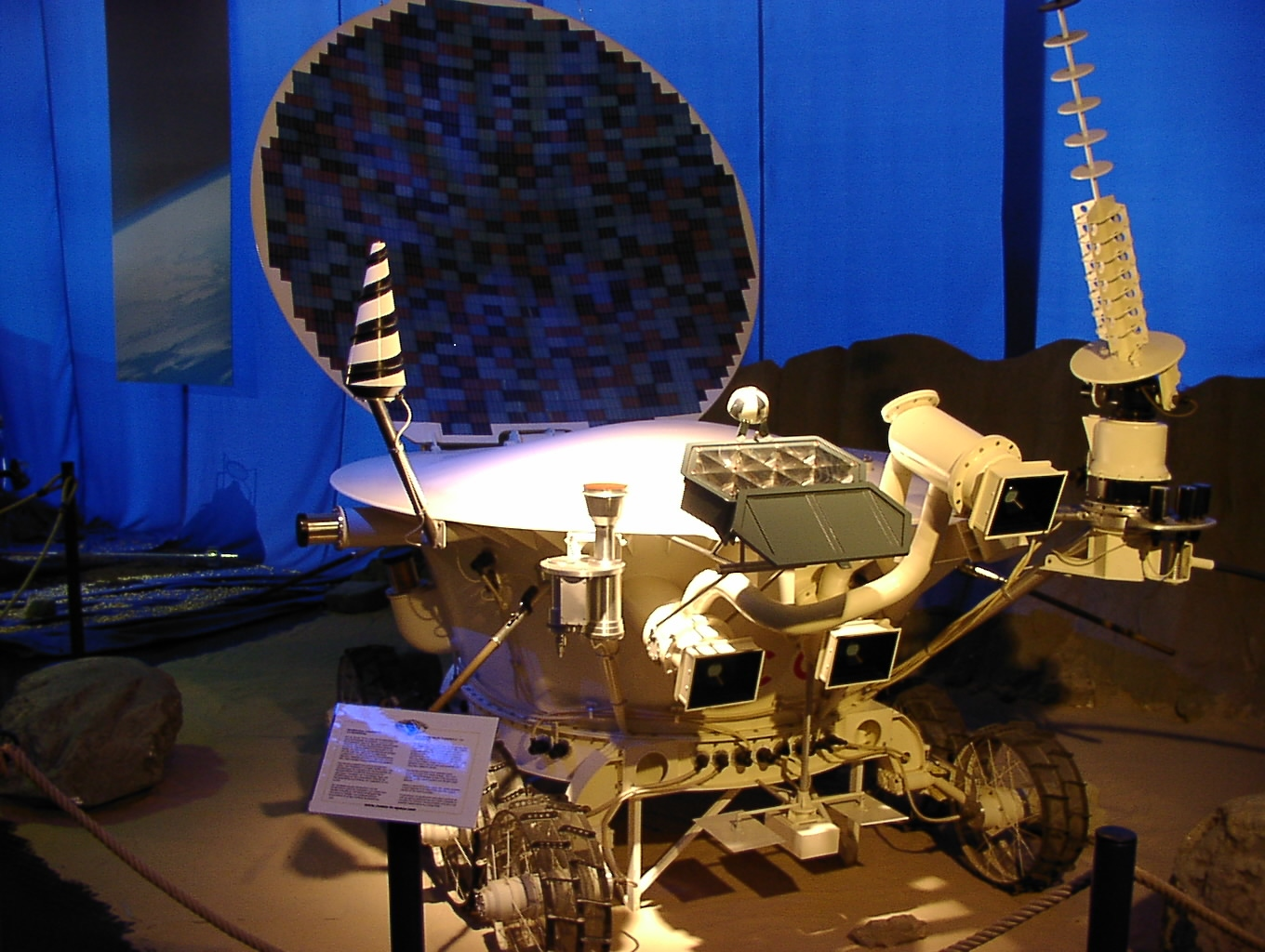
The Lunojod 2 Lunar Rover

El Lunojod 2 fue el segundo de los dos astromóviles autónomos que alunizaron en la Luna enviados por la Unión Soviética como parte del programa Lunojod. El astromóvil quedó en estado operativo en la Luna el 16 de enero de 1973.
Fue el segundo astromóvil robótico a control remoto en aterrizar en un cuerpo celeste. La Unión Soviética lanzó el Lunojod 2 a bordo de la nave espacial Luna 21 el 3 de enero de 1973, y entró en órbita lunar el 12 de enero. La nave alunizó suavemente en el borde este de la región Mare Serenitatis el 15 de enero. El Lunojod 2 descendió de las rampas del aterrizador a la superficie lunar a las 01:14 UT del 16 de enero. El Lunojod 2 operó durante unos 4 meses, cubriendo 37 km (23 millas) de terreno enviando de vuelta 86 imágenes panorámicas y más de 80.000 imágenes de televisión. También analizó el polvo lunar.

### Astromóvil Prop-M
La sonda Mars 3 tenía un Astromóvil de 4,5 kg a bordo, el cual se movería en la superficie en esquís mientras se mantendría conectado al aterrizador con un cable de 15 metros. Se usaban dos pequeñas varas metálicas para que pudiera esquivar obstáculos autónomamente, ya que las señales de radio de la tierra toman mucho tiempo en llegar para manejar los astromóviles usando un control remoto. Se planeó que el astromóvil estaría bajo la superficie gracias a un brazo manipulador, se movería en el campo de visión de las cámaras de televisión y dejaría de hacer mediciones cada 1,5 metros. Los rastros de movimiento en el suelo marciano serían grabados para determinar las propiedades de los materiales. Por desaparición del aterrizador, el astromóvil nunca entró en acción.

### Sojourner

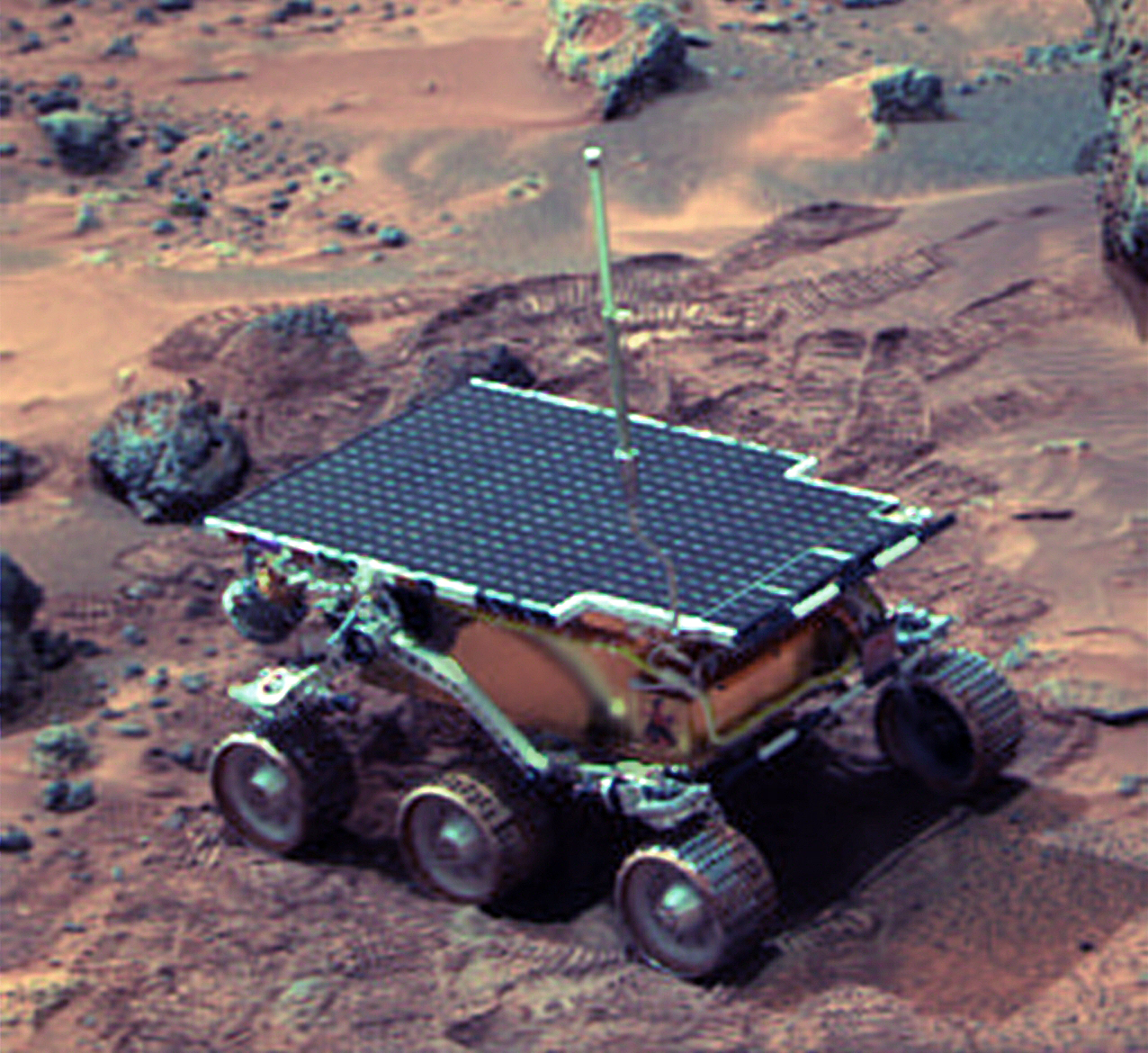
Sojourner en Marte

La misión Mars Pathfinder incluía un Sojourner. El primer astromóvil en alcanzar exitosamente otro planeta. La NASA lanzó la Mars PathFinder el 12 de abril de 1996 y aterrizó en marte en una región llamada Chryse Planitia el 7 de marzo de 1997. Desde su aterrizaje hasta la última transmisión de datos el 27 de septiembre de 1997, la Mars Pathfinder envió 16.500 imágenes del aterrizador y 550 imágenes del Sojourner, así como datos de más de 15 análisis químicos de las rocas y rastros e información muy amplia sobre vientos y otros factores climáticos.

## Misiones activas de astromoviles

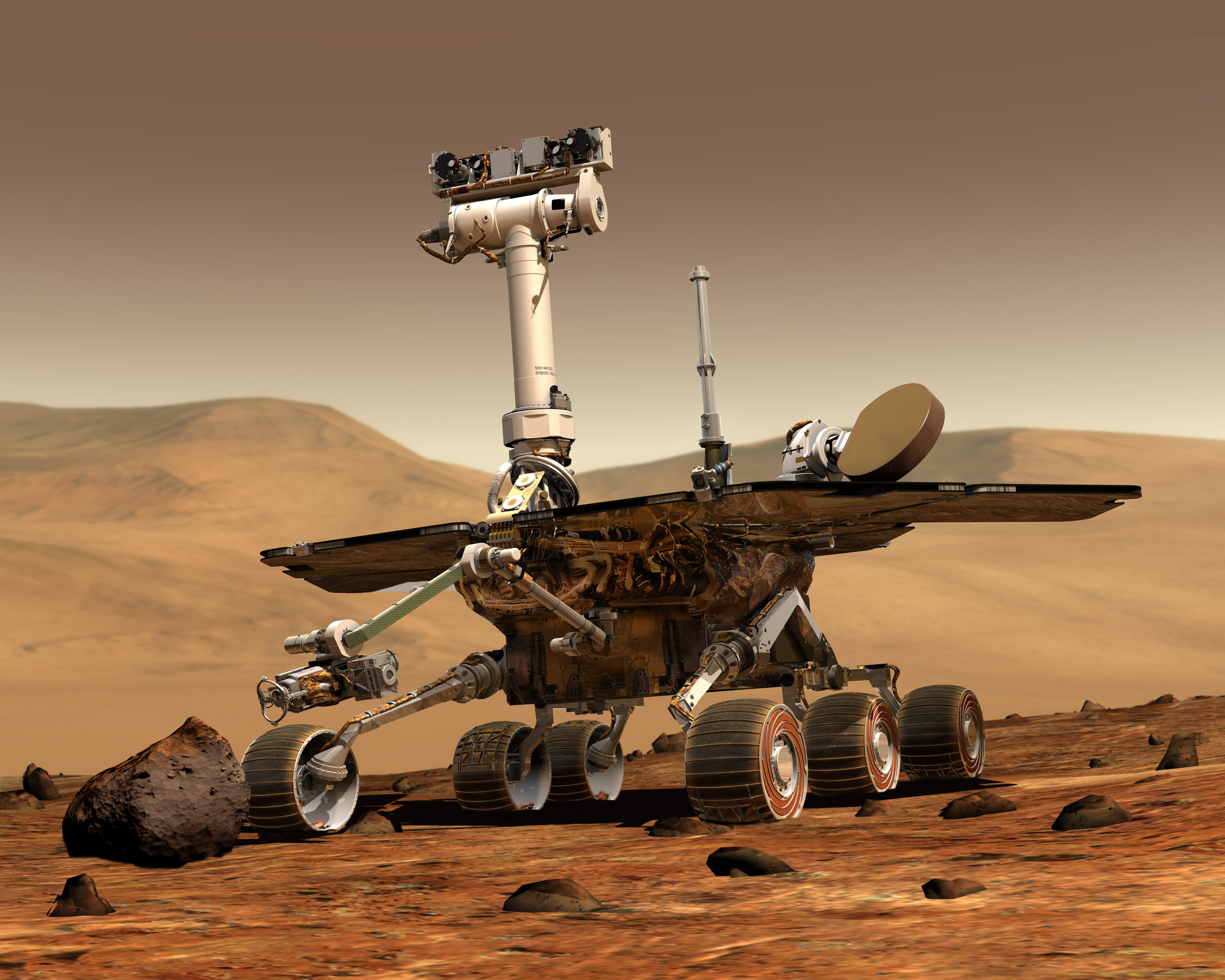
Mars Exploration Rover

### Astromóviles de exploración en Marte
Dos Astromóviles, el Spirit y el  Opportunity, aterrizaron en Marte como parte de la misión Mars Exploration Rover. Ambos astromóviles han estado operando en Marte desde enero de 2004. A marzo de 2009, Oportunity había atravesado 15 kilómetros de la superficie marciana.

## Futuras misiones

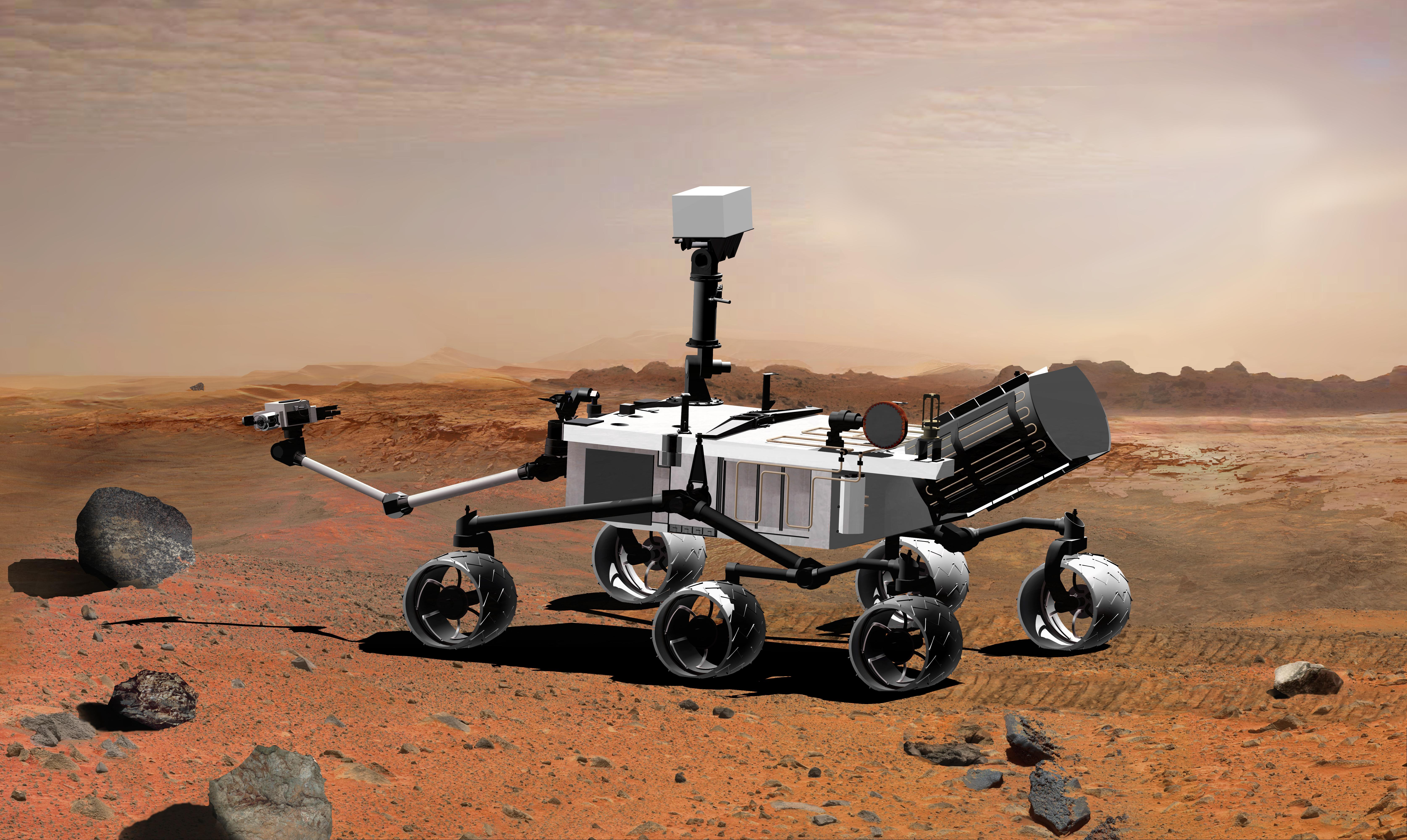
Mars Science Laboratory

### ExoMars Rover
Actualmente, la Agencia Espacial Europea (ESA) está diseñando y llevando a cabo el prototipado inicial y las pruebas del ExoMars Rover cuyo lanzamiento está programado para 2018
en una misión conjunta con Rusia.

### Laboratorio de ciencia de Marte
El Laboratorio de Ciencia de Marte es un astromóvil de la NASA, el cual según lo planeado, se lanzará a finales de 2011. El astromóvil MSL tendrá cinco veces su peso y cargará diez veces el peso en instrumentos científicos como uno de los astromóviles exploradores de Marte.

### Chang'e 3
El Chang'e 3 es un astromóvil lunar chino su lanzamiento fue en 2013. Será el primer astromóvil lunar de China, parte de la segunda fase del Programa Chino de Exploración Lunar emprendido por la Administración Espacial Nacional China (CNSA).

### Chandrayaan-2
Rusia e India aúnan esfuerzos para la construcción del Chandrayaan-2, el cual consiste en un orbitador en la luna y un aterrizador lunar. Este astromóvil ha sido diseñado por estudiantes. 150 estudiantes enviaron sus diseños pero solo 6 fueron seleccionados. Dieron una demostración en NRSA y van a ir al ISRO. El astromóvil ruso diseñado pesa 50 kg, tendrá seis ruedas y funcionará con energía solar. Este alunizará cerca de uno de los polos y operará durante un año, recorriendo hasta 150 km a una velocidad máxima de 360 m/h.

### Futuras misiones lunares
Los planes de la NASA exigen astromóviles que tengan un alcance mayor que los de las misiones Apolo.